# Scarboroughrevet

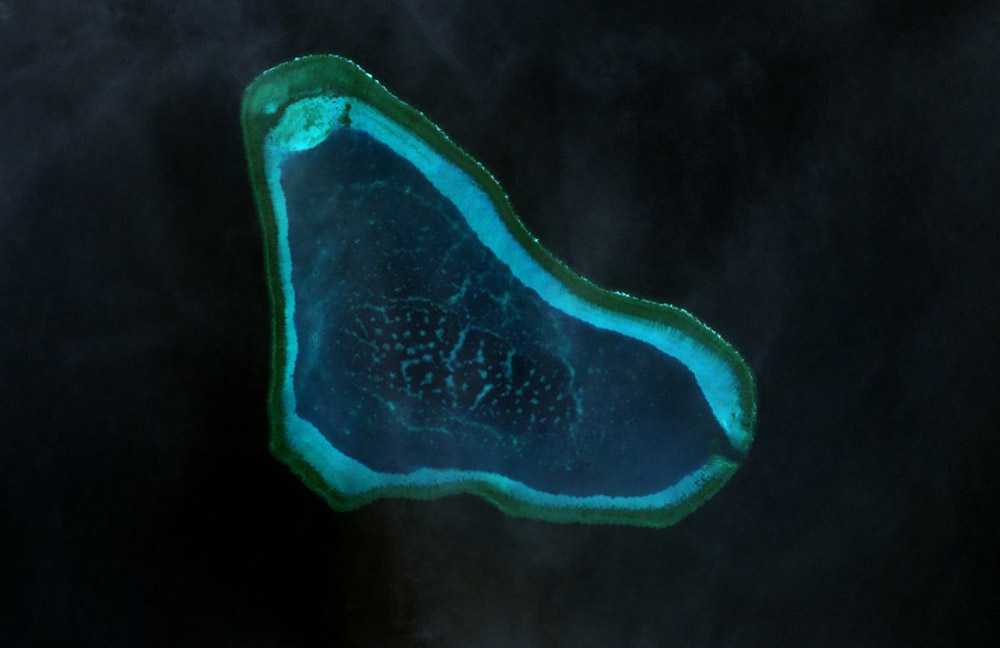
Satellitbild över Scarboroughrevet.

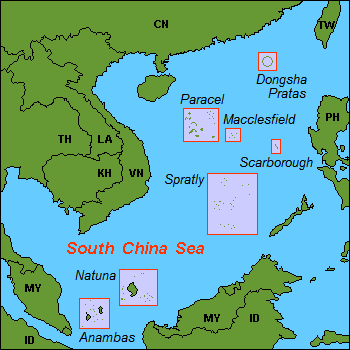
Karta över Sydkinesiska havet

Scarboroughrevet, Scarborough Shoal, är ett namn på en ur territoriell synpunkt omstridd atoll i Sydkinesiska havet, som främst Folkrepubliken Kina och Filippinerna gör anspråk på. Andra namn är Panatag eller Panatagreven (tagalog: Kulumpol ng Panatag) och Huangyan Dao (kinesiska: 黃岩島; pinyin: Huangyan dao). Även Taiwan (Republiken Kina) gör anspråk på området.
Filippinerna gör anspråk på öarna med hänvisning till den geografiska närheten, men sedan 2012 utövar Folkrepubliken Kina exklusiv kontroll över tillgången till öarna. Det ingår tillsammans med Macclesfieldbanken i det kinesiska distriktet Zhongshaöarna under prefekturnivåstaden Sansha i provinsen Hainan.

## Geografi
Revet ligger ca 220 km väst om Luzonön och ca 345 km nordöst om Spratlyöarna. Det är triangelformat med en omkrets på cirka 46 kilometer och täcker en yta på cirka 150 kvadratkilometer.Innanför revet är det en lagun på cirka 130 kvadratkilometer. Den förbinds med havet genom en cirka 370 meter bred och 9-11 meter djup kanal i revets sydöstra hörn.
Stora delar av revet ligger över lågvattennivån, men en yta om 2 hektar ligger över högvattenivån. Revets högsta punkt, South Rock, ligger 1,8 meter över högvattennivån.
Havet kring öarna är mycket rikt på fisk och förmodas även ha förekomster av olja och naturgas.

## Historia
Öarna påstås från kinesiskt håll ha varit kända bland kinesiska sjöfarare sedan länge och omnämns redan under Yuandynastin på kartor från 1279.
Svenska Ostasiatiska Kompaniets lastfartyg S/S Nippon, som gick i linjefart mellan Europa och Östasien,  grundstötte 8 maj 1913 vid Scarboroughrevet, övergavs av besättningen och betraktades som vrak. I juli samma år lyckades det emellertid för ett fillippinskt rederi att dra loss S/S Nippon, som efter reparation i Shanghai kunde fortsätta i det svenska rederiets ägo.